# Francia en los Juegos Paralímpicos de Sochi 2014
Francia estuvo representada en los Juegos Paralímpicos de Sochi 2014 por catorce deportistas, once hombres y tres mujeres.

## Medallistas
El equipo paralímpico francés obtuvo las siguientes medallas:
| Nombre                         | Deporte        | Evento                                   |
| ------------------------------ | -------------- | ---------------------------------------- |
| Oro                            |                |                                          |
| Marie Bochet                   | Esquí alpino   | Descenso de pie femenino                 |
| Marie Bochet                   | Esquí alpino   | Eslalon gigante de pie femenino          |
| Marie Bochet                   | Esquí alpino   | Supergigante de pie femenino             |
| Marie Bochet                   | Esquí alpino   | Supercombinada de pie femenino           |
| Vincent Gauthier-Manuel        | Esquí alpino   | Eslalon gigante de pie masculino         |
| Plata                          |                |                                          |
| Solène Jambaqué                | Esquí alpino   | Supergigante de pie femenino             |
| Cécile Hernandez               | Esquí alpino   | Snowboard campo a través de pie femenino |
| Vincent Gauthier-Manuel        | Esquí alpino   | Eslalon de pie masculino                 |
| Bronce                         |                |                                          |
| Solène Jambaqué                | Esquí alpino   | Eslalon gigante de pie femenino          |
| Vincent Gauthier-Manuel        | Esquí alpino   | Descenso de pie masculino                |
| Thomas Clarion                 | Esquí de fondo | 10 km discapacidad visual masculino      |
| Thomas Clarion Benjamin Daviet | Esquí de fondo | 4 × 2,5 km clase abierta                 |